# 펌프 잇 업 프로 2
펌프 잇 업 Pro2는 두 번째 스핀오브 작품으로 북미쪽의 두 번째 작품에 해당되는 북미지역(캐나다, 미국)전용 펌프 잇 업이다.

## 개요
기존 스텝매니아 데이터를 사용한 펌프 잇 업의 두 번째 판이다.전작인 펌프 잇 업 프로가 북미지역에서 DDR의 독점에 가까운 상황에서 괜찮은 실적을 내면서 펀 인 모션이 안다미로의 지원으로 개발한 북미지역 전용 두 번째 버전.

## 게임 시스템/기기 문제
전작과 동일하게 스텝매니아 데이터 기반으로 가동되며, 커스텀 패턴과 같은 스텝매니아 특유의 요소 역시 그대로 대응한다. USB를 통한 기기 업데이트는 역시 지원한다.
전 작과의 시스템적 차별점은 거의 없지만 대신 PRO2만의 신곡을 대거 투입, 78곡이라는 방대한 양의 다양해진 뮤지션들의 신곡을 즐기는 것을 전작보다 강화된 최고의 강점으로 내세웠다. USB 업데이트 시스템을 통해 추가로 신곡이 들어갈 예정이라고.
또한 역시 전작인 PRO와 더불어 전면부에 버튼이 들어가며, 새로 출시된 TX/CX기종에서는 PRO2가 구동된다.
이 와는 별개로 PRO2의 출시 즈음부터 PRO 시리즈의 시스템을 이용하여 32명 이상의 인원이 동시에 펌프 잇 업을 통해 운동을 할 수 있는 펌프 잇 업 프로 피트니스(Pump it up PRO Fitness)사업을 전개하고 있다.
이 역시 컬트한 쪽으로 인기를 끌어 북미쪽은 아예 전용 시리즈 개발로 결정되어 이에 유럽에까지 진출하여, 펌프 잇업 시리즈는 후속작인 인피니티에서 아시아권/남미권은 본가쪽 전용버전인 피에스타2로 북미,유럽 전용 버전인 인피니티 시리즈로 시리즈가 갈라지게 되는 계기가 되었다.

## 비공식 가동
일본의 World Game Circus 오락실에서 프로 1을 직수입으로 들여와서 가동하였는데,이것이 계기가 되어서 일본의 몇몇 해외게임 전문 오락실에서는 프로2가 구동되고 있으며, 앞으로 비공식적인 일본 가동시 본가쪽을 직수입 하는 형태로 가동될 가능성이 높다.

## 일부 곡 관련
일부 곡들은 피에스타,피에스타2,피에스타 ex,nx시리즈 등지에 이식되었다. 또한 wonderboy의 pink fuzzy bunnies는 합플모드시 2인 합플이 아니라 4인 합플에 해당된다. 그 이유는 ->방향으로 노트가 방방 뛰는 채보에 빠르게 달리는 채보로 구성되어 있기 때문이다.

## 게임 모드
곡 선택이나 배속 및 랜덤모드 등 각종 설정시 발판이 아닌 전면부 버튼을 사용해 설정하게 된다.
게임의 난이도는 다음과 같다.
- Easy
- Mideum(본가쪽 노말에 해당된다.)
- Hard
- Crazy
- Nigntmare
- Routine(현재 피에스타 EX, 피에스타 2에서의 합플모드에 해당된다)

## 이전 버전과 다음 버전
| 펌프 잇 업 시리즈 | 펌프 잇 업 시리즈 | 펌프 잇 업 시리즈 | 펌프 잇 업 시리즈 | 펌프 잇 업 시리즈   |
| ----------------- | ----------------- | ----------------- | ----------------- | ------------------- |
| 펌프 잇 업 프로   | <-                | 펌프 잇 업 프로 2 | ->                | 펌프 잇 업 인피니티 |